# Massificazione
Con il termine massificazione si indica un fenomeno sociale e politico, tipico della contemporaneità, caratterizzato dall'annullamento dell'individuo e della sua singolarità, nella totalità della massa come aggregato variegato e informe.

## Massificazione

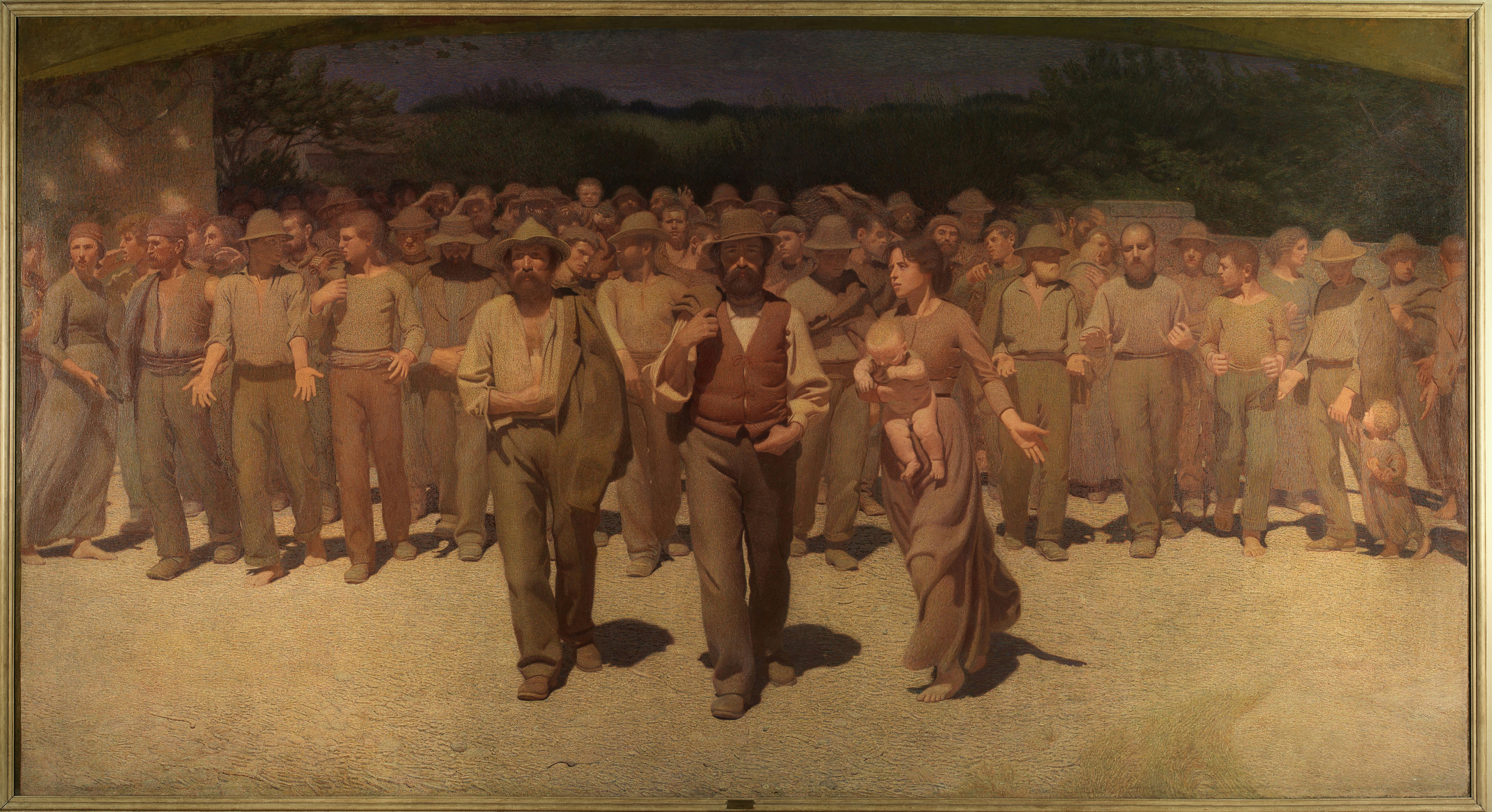
Il quarto stato, un celebre dipinto realizzato dal pittore Giuseppe Pellizza da Volpedo nel 1901.

La «massificazione» storicamente è un fenomeno sociale presente in tutte le società, la cui origine si perde nella notte dei tempi. Senza la massificazione in una società verrebbe a mancare la forza di coesione sociale e la società si sgretolerebbe e andrebbe in frantumi. Infatti sociologicamente, credenze, tradizioni, superstizioni, riti religiosi, cultura ecc. hanno sempre avuto la funzione di massificare gl'individui per farli appartenere ad un dato sistema sociale o di potere. Malgrado la massificazione sia sempre esistita e sia stata perseguita specialmente in campo politico, religioso e militare, non si può dire che sia stata sempre criticata così come è avvenuto in seguito alla nascita dei totalitarismi nel Novecento.
Anche nel campo religioso, si può parlare, secondo un'ottica laica e fortemente critica, delle varie religioni monoteistiche come esempi di totalitarismi religiosi che si sono succeduti parallelamente ad altrettante specie di totalitarismi politici, che hanno avuto, fra le altre conseguenze, un ruolo notevole in conflitti di varia natura, comportando anche innumerevoli morti fra i loro aderenti o fra coloro a cui esse si opponevano (come nel caso delle Crociate e dell'Inquisizione per i cattolici, della Jihād per i mussulmani, ecc.).
Con l'avvento della società industriale tecnologicamente avanzata, però, la massificazione è diventata un fenomeno ancora più vistoso delle epoche storiche precedenti ed è stata criticata negativamente da filosofi ed artisti di rilievo. Per esempio, Max Horkheimer, Theodor Adorno e Herbert Marcuse, noti esponenti della Scuola di Francoforte hanno denunciato l'influenza massificante esercitata con la "persuasione occulta" della cultura massicciamente diffusa dai mezzi di comunicazione di massa e dall'industria culturale. Andy Warhol, noto esponente della pop-art americana in un poster fortemente allusivo, ha raffigurato una parete costruita con lattine di coca-cola come se fossero mattoni ed in un punto di essa ha infilato un "limone giallo", per significare che nella società americana per ogni cento persone che pensano nello stesso modo, ce n'è una sola che pensa diversamente.
Katharina Fritsch, nel dipinto intitolato Intorno a un tavolo (1988, Museo d'Arte Moderna, Francoforte) ha raffigurato seduti faccia a faccia una doppia fila interminabile di persone tutte vestite allo stesso modo, ugualmente pettinate mentre pensano le stesse cose, per significare che oggi nessuno più sfugge all'influenza massificante e persuasiva della civiltà dei consumi e dei mezzi di comunicazione di massa. Il tavolo è ricoperto da una tovaglia di colore rosso sulla quale sono stati ricamati una tale quantità di rombi bianchi in rilievo, per cui il bianco prevale nettamente sul rosso.

Una targa a ricordo dell'attentato compiuto l'11 aprile 1968 contro Rudi Dutschke è stata posta sul Kurfürstendamm and Joachim-Friedrich Straße di Berlino.
«La massa», scrive al riguardo José Ortega y Gasset, ormai «travolge tutto ciò che è differente egregio, individuale, qualificato, e selezionato. Chi non è come "tutti", chi non pensa come "tutti", corre il rischio di essere eliminato». A riprova di quanto Ortega ha sostenuto nei suoi Scritti politici nel 1972, ricordiamo che a Berlino il 10 aprile del 1968 sul Kurfürstendamm, fu eliminato dalla scena politica Rudi Dutschke, uno dei maggiori protagonisti della contestazione studentesca del '68, perché come leader del suo movimento, nel tentativo di opporsi alla manipolazione dell'opinione pubblica da parte dei mezzi di comunicazione di massa e alla massificazione dilagante nella sua città, aveva chiesto l'espropriazione della catena editoriale di Axel Springer, perché prevista dallo Statuto di Berlino. Se non che la comparsa sui maggiori giornali di quella città di articoli che titolavano: «Fermate Rudi Dutschke!» armò la mano di un folle, che lo ferì gravemente alla testa a colpi di pistola, eliminandolo così fisicamente dal mondo della politica.

Nel 1913 il libero pensatore John B. Bury, prevedendo che tutto ciò sarebbe accaduto aveva scritto: 
Con queste parole Bury voleva intendere che la libertà di pensiero, nella sua millenaria lotta contro autoritarismi e totalitarismi, ha sempre avuto molti nemici e continuerà ad averli.

## Totalitarismo
dello stato e il controllo totale della società civile; una forma di regime che riunisce, paradossalmente, terrore e "democrazia" plebiscitaria» (De Bernardi-Guarracino)»
Il termine totalitarismo è usato nel linguaggio politico, storico e filosofico per indicare "la dottrina o la prassi dello Stato totalitario" (Nicola Abbagnano), cioè di qualsiasi stato intende ingerirsi nell'intera vita -anche privata- dei suoi cittadini al punto da identificarsi in essi.
Storicamente il termine è stato creato per indicare la dottrina politica del fascismo italiano e del nazismo tedesco. In filosofia il totalitarismo ha avuto molti teorici di rilievo, ma anche altrettanti eccellenti critici. In generale a volte viene usato anche in altri campi per indicare qualsiasi specie di dottrina assolutistica. Per analogia viene usato anche per indicare qualunque tipo o forma di assolutismo, sia in campo politico che dottrinale. Il termine è stato usato in questo senso anche dallo statunitense G.H. Sabine nella sua Storia delle dottrine politiche.
«Il totalitarismo», come ha osservato Sergio Romano, «è uno dei tratti caratteristici della storia del Novecento». Infatti il periodo storico che va dal 1917 (Rivoluzione d'ottobre) al 1989 (crollo del Muro di Berlino) è stato definito l'età dei totalitarismi. Inoltre alcuni filosofi della Scuola di Francoforte (Horkheimer, Adorno, Marcuse,...), autori della teoria critica della società, hanno definito totalitarismo lo stesso capitalismo perché, in quanto sistema economico sociale, utilizza la cultura di massa (non la cultura prodotta dalle masse, bensì quella prodotta dai mezzi di comunicazione di massa) e l'industria culturale per massificare gli individui e controllarli psicologicamente e politicamente in ogni momento della loro vita e in ogni aspetto del loro pensiero. «L'industria culturale», scrivono Horkheimer e Adorno, «è uno degli aspetti più caratteristici e vistosi dell'odierna società tecnologica; essa è il più subdolo strumento di manipolazione delle coscienze impiegate dal sistema per conservare sé stesso e tenere sottomessi gli individui». Perciò, se l'800 è passato alla storia come il secolo delle rivoluzioni, il '900 passerà come il secolo dei totalitarismi.

## Illuminismo totalitario
(Giorgio Spini)

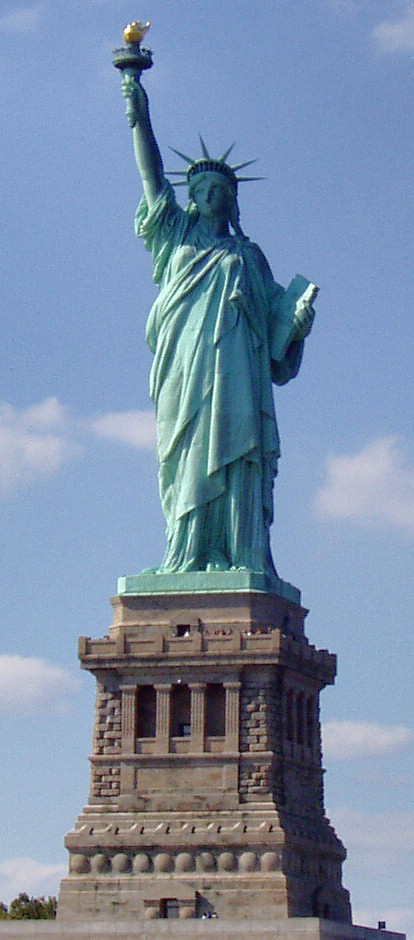
Statua della Libertà: ovunque la luce della
Libertà illumina il mondo, lì nasce e si sviluppa il progresso in ogni campo.(Statue of Liberty Enlightening the World,opera dello scultore alsaziano Frédérich Auguste Bartholdi, 1874-84).
Ma la terra interamente illuminata splende all'insegna di trionfale sventura.(Horkheimer-Adorno,1947

Il concetto di Illuminismo totalitario è un concetto che è stato teorizzato nell'ambito della filosofia della Scuola di Francoforte da Max Horkheimer e Theodor Adorno nel libro Dialettica dell'illuminismo. In quest'opera i due filosofi, già famosi per aver fondato l'Istituto per la ricerca sociale, s'interrogano sul concetto d'illuminismo e ne sottolineano la sua caratteristica ambiguità. Perciò scrivono: «L'illuminismo nel senso più ampio di pensiero in continuo progresso, ha perseguito da sempre l'obiettivo di togliere agli uomini la paura e di renderli padroni. Ma la terra interamente illuminata splende all'insegna di trionfale sventura».
In queste parole sono distinguibili due aspetti dell'illuminismo: il primo, spiega che esso è stato un processo di razionalizzazione del processo di civilizzazione occidentale; il secondo, che esso è stato uno strumento di dominio della natura da parte dell'uomo, fino a diventare strumento di dominio da parte dell'uomo della società capitalistica. Intrecciando tra loro questi due aspetti i due filosofi francofortesi alla fine del 1947 ritennero di essere riusciti a spiegare come mai il capitalismo fosse sfociato nel fascismo, senza ricorrere al pensiero marxiano. Dopo aver premesso ciò, l'ambiguità dell'illuminismo diventava chiara: da un lato esso «ha perseguito da sempre l'obiettivo di togliere agli uomini la paura e di renderli padroni»; dall'altro, «la terra interamente illuminata splende all'insegna di trionfale sventura».
Detto altrimenti, inizialmente l'obiettivo perseguito dall'illuminismo era quello di liberare l'uomo ed il suo mondo dalla magia, dalla superstizione, dal fanatismo, dall'ignoranza ecc., facendo progredire le conoscenze umane, cosa che aveva già intuito Bacone, padre della filosofia sperimentale. Egli aveva ben compreso che la scienza moderna avrebbe trasformato l'uomo in un "essere superiore" capace di trasformare il sapere in potere, in ogni campo. Di conseguenza ha incominciato a svilupparsi senza limiti, senza restrizioni, fino al punto di diventare totalitario. È accaduto così paradossalmente ciò che non sarebbe dovuto mai accadere: le stesse idee sui diritti degli uomini, tanto fermamente rivendicate da tutti gli illuministi (specialmente francesi), sono diventate dei diritti astratti da ogni realtà, privi di ogni effetto pratico e puramente teorici.
In realtà nella società industrializzata e tecnologicamente avanzata, la ragione che illumina, la ragione che libera dalle catene, è stata trasformata nella ragione che controlla, che domina l'uomo, la natura e la società da ogni punto di vista. La razionalità connessa con il potere, con il dominio, è diventata un organo di controllo e di dominio degli uomini e del loro pensiero in ogni campo della vita sociale. Perciò «l'umanità, invece di entrare in uno stato veramente umano», sta sprofondando in «un nuovo genere di barbarie», in una nuova specie di totalitarismo: «l'illuminismo totalitario» (cfr. Premessa alla Dialettica dell'illuminismo). In pratica la ragione è stata nuovamente messa in catene dal potere, che avvalendosi del capitalismo, prima attraverso la diffusione della cultura prodotta dai mass-media, poi con la creazione dell'industria culturale, è riuscito nuovamente ad impedire all'uomo di pensare liberamente.